# Démographie du département du Jura
La démographie du département français du Jura est caractérisée par une faible densité et une population en légère croissance depuis les années 1950.
Avec ses 258 405 habitants en 2022, le département français du Jura se situe en 81e position sur le plan national.
En six ans, de 2015 à 2021, sa population a diminué de près de 2 050 unités, c'est-à-dire de plus ou moins 340 personnes par an. Mais cette variation est différenciée selon les 494 communes que comporte le département.
La densité de population du département du Jura, 51,7 habitants par kilomètre carré en 2022, est deux fois inférieure à celle de la France entière qui est de 107,1 hab./km2 pour la même année.

## Évolution démographique du département du Jura
Le département a été créé par décret du 4 mars 1790. Il comporte alors six districts (Dole, Salins, Poligny, Lons-le-Saunier, Orgelet, Saint-Claude). Le premier recensement sera réalisé en 1791 et ce dénombrement, reconduit tous les cinq ans à partir de 1821, permettra de connaître plus précisément l'évolution des territoires.
Avec 312 504 habitants en 1831, le département représente 0,96 % de la population française, qui est alors de 32 569 000 habitants. De 1831 à 1866, il va perdre 14 027 habitants, soit une baisse de -0,13 % moyen par an, inférieur au taux d'accroissement national de 0,48 % sur cette même période.
L'évolution démographique entre la guerre franco-allemande de 1870 et la Première Guerre mondiale est toujours à la baisse. Sur cette période, la population perd 34 921 habitants, soit une baisse de -12,14 % alors qu'elle croît de 10 % au niveau national. La population continue à perdre 3,61 %  pour la période de l'entre-deux guerres courant de 1921 à 1936 parallèlement à une croissance au niveau national de 6,9 %.
À l'instar des autres départements français, le département du Jura va enfin connaître un léger essor démographique après la Seconde Guerre mondiale. 
En 2022, le département comptait 258 405 habitants, en évolution de −0,81 % par rapport à 2016 (France hors Mayotte : +2,11 %).
| 1791 | 1801    | 1806    | 1821    | 1826    | 1831    | 1836    | 1841    | 1846    |
| ---- | ------- | ------- | ------- | ------- | ------- | ------- | ------- | ------- |
| -    | 288 151 | 300 050 | 301 768 | 310 282 | 312 504 | 315 355 | 316 884 | 316 150 |

| 1851    | 1856    | 1861    | 1866    | 1872    | 1876    | 1881    | 1886    | 1891    |
| ------- | ------- | ------- | ------- | ------- | ------- | ------- | ------- | ------- |
| 313 299 | 296 701 | 298 053 | 298 477 | 287 634 | 288 823 | 285 263 | 281 292 | 273 028 |

| 1896    | 1901    | 1906    | 1911    | 1921    | 1926    | 1931    | 1936    | 1946    |
| ------- | ------- | ------- | ------- | ------- | ------- | ------- | ------- | ------- |
| 266 143 | 261 288 | 257 725 | 252 713 | 229 062 | 230 685 | 229 109 | 220 797 | 216 386 |

| 1954    | 1962    | 1968    | 1975    | 1982    | 1990    | 1999    | 2006    | 2011    |
| ------- | ------- | ------- | ------- | ------- | ------- | ------- | ------- | ------- |
| 220 202 | 225 682 | 233 547 | 238 856 | 242 925 | 248 759 | 250 857 | 257 399 | 261 294 |

| 2016    | 2021    | 2022    | - | - | - | - | - | - |
| ------- | ------- | ------- | - | - | - | - | - | - |
| 260 517 | 258 555 | 258 405 | - | - | - | - | - | - |

## Population par divisions administratives

### Arrondissements
Le département du Jura comporte trois arrondissements. La population se concentre principalement sur l'arrondissement de Dole, qui recense 41 % de la population totale du département en 2022, avec une densité de 59,9 hab./km2, contre 40 % pour l'arrondissement de Lons-le-Saunier et 19 % pour celui de Saint-Claude.
| Arrondissement  | Population(2022) | Variation(2022/2016)                       | Superficie(km2) | Densité(hab./km2) |
| --------------- | ---------------- | ------------------------------------------ | --------------- | ----------------- |
| Dole            | 106 061          | en évolution de −0,17 % par rapport à 2016 | 1 769,5         | 59,9              |
| Lons-le-Saunier | 104 261          | en évolution de −0,25 % par rapport à 2016 | 2 271,9         | 45,9              |
| Saint-Claude    | 48 083           | en évolution de −3,35 % par rapport à 2016 | 957,8           | 50,2              |
| Source : Insee. |                  |                                            |                 |                   |

### Communes de plus de2 000 habitants
Sur les 494 communes que comprend le département du Jura, 18 ont en 2021 une population municipale supérieure à 2 000 habitants, cinq ont plus de 5 000 habitants et deux ont plus de 10 000 habitants : Dole et Lons-le-Saunier.
Les évolutions respectives des communes de plus de 2 000 habitants sont présentées dans le tableau ci-après.
| Commune                 | Population(2022) | Variation(2022/2016)                        | Superficie(km2) | Densité(hab./km2) |
| ----------------------- | ---------------- | ------------------------------------------- | --------------- | ----------------- |
| Dole                    | 23 784           | en évolution de +0,87 % par rapport à 2016  | 38,37           | 619,9             |
| Lons-le-Saunier         | 16 942           | en évolution de −2,43 % par rapport à 2016  | 7,68            | 2 206             |
| Saint-Claude            | 8 556            | en évolution de −10,18 % par rapport à 2016 | 70,19           | 121,9             |
| Champagnole             | 8 035            | en évolution de +1,35 % par rapport à 2016  | 20,18           | 398,2             |
| Hauts de Bienne         | 5 099            | en évolution de −5,05 % par rapport à 2016  | 23,48           | 217,2             |
| Poligny                 | 4 089            | en évolution de +0,25 % par rapport à 2016  | 51,48           | 79,4              |
| Tavaux                  | 3 926            | en évolution de +0,46 % par rapport à 2016  | 13,86           | 283,3             |
| Les Rousses             | 3 702            | en évolution de +4,46 % par rapport à 2016  | 38              | 97,4              |
| Arbois                  | 3 146            | en évolution de −6,09 % par rapport à 2016  | 45,42           | 69,3              |
| Montmorot               | 3 207            | en évolution de +6,02 % par rapport à 2016  | 11,36           | 282,3             |
| Damparis                | 2 590            | en évolution de −5,02 % par rapport à 2016  | 8,85            | 292,7             |
| Salins-les-Bains        | 2 430            | en évolution de −8,37 % par rapport à 2016  | 24,68           | 98,5              |
| Saint-Amour             | 2 364            | en évolution de −0,21 % par rapport à 2016  | 11,65           | 202,9             |
| Lavans-lès-Saint-Claude | 2 342            | en évolution de −6,24 % par rapport à 2016  | 23,68           | 98,9              |
| Morbier                 | 2 371            | en évolution de +2,82 % par rapport à 2016  | 41,58           | 57                |
| Foucherans              | 2 286            | en évolution de +5,88 % par rapport à 2016  | 7,7             | 296,9             |
| Coteaux du Lizon        | 2 146            | en évolution de −10,21 % par rapport à 2016 | 15,49           | 138,5             |
| Moirans-en-Montagne     | 2 121            | en évolution de +1,39 % par rapport à 2016  | 26,56           | 79,9              |
| Source : Insee.         |                  |                                             |                 |                   |

## Unités urbaines

### Principales unités urbaines
|    | CodeInsee | Unité urbaine       | Nombre decommunes(2018) | Population(2022) |
| -- | --------- | ------------------- | ----------------------- | ---------------- |
| 1  | 39401     | Lons-le-Saunier     | 11                      | 26 560           |
| 2  | 39204     | Champagnole         | 4                       | 10 001           |
| 3  | 39203     | Saint-Claude        | 2                       | 9 138            |
| 4  | 39202     | Hauts de Bienne     | 2                       | 7 470            |
| 5  | 39201     | Tavaux              | 3                       | 7 248            |
| 6  | 39109     | Coteaux du Lizon    | 2                       | 4 488            |
| 7  | 39108     | Poligny             | 1                       | 4 089            |
| 8  | 39107     | Arbois              | 2                       | 3 723            |
| 9  | 39106     | Les Rousses         | 1                       | 3 702            |
| 10 | 39105     | Saint-Amour         | 3                       | 3 467            |
| 11 | 39104     | Salins-les-Bains    | 2                       | 2 785            |
| 12 | 39103     | Fraisans            | 2                       | 2 486            |
| 13 | 39402     | Dole                | 8                       | 30 610           |
| 14 | 39102     | Chaussin            | 2                       | 2 300            |
| 15 | 39101     | Moirans-en-Montagne | 1                       | 2 121            |

### Évolution historique
|    | Unité urbaine       | Nombre de communes (2020) | Population (2020) | Variation annuelle 2010-2020 | Pop. (2010) | Variation annuelle 2010-1999 | Pop. (1999) | Variation annuelle 1990-1999 | Pop. (1990) |
| -- | ------------------- | ------------------------- | ----------------- | ---------------------------- | ----------- | ---------------------------- | ----------- | ---------------------------- | ----------- |
| 1  | Dole                | 8                         | 30 373            | −0,16 %                      | 30 872      | 0,06 %                       | 30 686      | −0,53 %                      | 32 223      |
| 2  | Lons-le-Saunier     | 11                        | 26 488            | −0,25 %                      | 27 161      | −0,16 %                      | 27 658      | −0,20 %                      | 28 175      |
| 3  | Champagnole         | 4                         | 10 021            | −0,04 %                      | 10 064      | −0,41 %                      | 10 545      | −0,71 %                      | 11 267      |
| 4  | Saint-Claude        | 2                         | 9 499             | −1,85 %                      | 11 653      | −0,92 %                      | 12 958      | −0,28 %                      | 13 292      |
| 5  | Hauts de Bienne     | 2                         | 7 500             | −0,52 %                      | 7 912       | −0,98 %                      | 8 863       | −0,72 %                      | 9 476       |
| 6  | Tavaux              | 3                         | 7 269             | −0,40 %                      | 7 575       | −0,10 %                      | 7 699       | 0,02 %                       | 7 686       |
| 7  | Coteaux du Lizon    | 2                         | 4 518             | −1,00 %                      | 5 021       | 0,31 %                       | 4 855       | 0,79 %                       | 4 531       |
| 8  | Poligny             | 1                         | 4 013             | −0,50 %                      | 4 226       | −0,57 %                      | 4 511       | −0,48 %                      | 4 714       |
| 9  | Arbois              | 2                         | 3 813             | −0,64 %                      | 4 074       | −0,41 %                      | 4 265       | −0,31 %                      | 4 389       |
| 10 | Les Rousses         | 1                         | 3 663             | 1,79 %                       | 3 108       | 0,56 %                       | 2 927       | 0,34 %                       | 2 840       |
| 11 | Saint-Amour         | 3                         | 3 499             | 0,33 %                       | 3 386       | 1,08 %                       | 3 025       | −0,32 %                      | 3 116       |
| 12 | Salins-les-Bains    | 2                         | 2 796             | −1,28 %                      | 3 208       | −1,13 %                      | 3 665       | −0,89 %                      | 3 984       |
| 13 | Fraisans            | 2                         | 2 507             | 0,29 %                       | 2 437       | 0,80 %                       | 2 239       | 1,14 %                       | 2 030       |
| 14 | Chaussin            | 2                         | 2 309             | −0,02 %                      | 2 313       | 0,83 %                       | 2 119       | −0,25 %                      | 2 168       |
| 15 | Moirans-en-Montagne | 1                         | 2 133             | −0,66 %                      | 2 284       | 0,70 %                       | 2 121       | 0,57 %                       | 2 018       |

| Dole Lons-le-Saunier Champagnole Saint-Claude Hauts de Bienne Tavaux Coteaux du Lizon Arbois Poligny Saint-Amour Les Rousses Salins-les-Bains Chaussin Fraisans Moirans-en-Montagne |

## Structures des variations de population

### Soldes naturels et migratoires depuis 1968
La variation moyenne annuelle est positive des années 1970 à 2010, passant de 0,3 à 0,4 %. Elle est négative depuis 2010. 
L'accroissement naturel annuel, qui est la différence entre le nombre de naissances et le nombre de décès enregistrés au cours d'une même année, a baissé, passant de 0,4 à −0,2 %. La baisse du taux de natalité, qui passe de 16,1 à 9,2 ‰, n'est en fait pas compensée par une baisse du taux de mortalité, qui parallèlement passe de 11,7 à 10,9 ‰.
Le flux migratoire progresse sur la période courant de 1968 à 2021. Le taux annuel stagne autour de 0 %.
| Indicateurs démographiques                       | 1968 à1975 | 1975 à1982 | 1982 à1990 | 1990 à1999 | 1999 à2010 | 2010 à2015 | 2015 à2021 |
| ------------------------------------------------ | ---------- | ---------- | ---------- | ---------- | ---------- | ---------- | ---------- |
| Variation annuelle moyenne de la population en % | 0,3        | 0,2        | 0,3        | 0,1        | 0,4        | -0,1       | -0,1       |
| - due au solde naturel en %                      | 0,4        | 0,2        | 0,2        | 0,2        | 0,2        | 0,0        | -0,2       |
| - due au solde apparent des entrées sorties en % | -0,1       | 0,0        | 0,1        | -0,1       | 0,2        | -0,1       | 0,0        |
| Taux de natalité en ‰                            | 16,1       | 13,4       | 12,8       | 11,9       | 11,8       | 10,5       | 9,2        |
| Taux de mortalité en ‰                           | 11,7       | 11,2       | 10,5       | 10,0       | 9,8        | 10,0       | 10,9       |
| Source : Insee.                                  |            |            |            |            |            |            |            |

### Mouvements naturels sur la période 2014-2022
En 2014, 2 637 naissances ont été dénombrées contre 2 561 décès. Le nombre annuel des naissances a diminué depuis cette date, passant à 2 192 en 2022, indépendamment à une augmentation, mais relativement faible, du nombre de décès, avec 2 915 en 2022. Le solde naturel est ainsi négatif et diminue, passant de 76 à -723.
Le graphique qui aurait dû être présenté ici ne peut pas être affiché car il utilise l'ancienne extension Graph, désactivée pour des questions de sécurité. Des indications pour créer un nouveau graphique avec la nouvelle extension Chart sont disponibles ici.

## Densité de population
La densité de population est en légère augmentation depuis 1968, en cohérence avec l'augmentation de la population.
En 2021, la densité était de 51,7 hab./km2.
| 1968 |  | 46.7 |  |

| 1975 |  | 47.8 |  |

| 1982 |  | 48.6 |  |

| 1990 |  | 49.8 |  |

| 1999 |  | 50.2 |  |

| 2010 |  | 52.3 |  |

| 2015 |  | 52.1 |  |

| 2021 |  | 51.7 |  |

## Répartition par sexes et tranches d'âges
La population du département est plus âgée qu'au niveau national.
En 2021, le taux de personnes d'un âge inférieur à 30 ans s'élève à 31,1 %, soit en dessous de la moyenne nationale (35,1 %). À l'inverse, le taux de personnes d'âge supérieur à 60 ans est de 31,1 % la même année, alors qu'il est de 26,6 % au niveau national.
En 2021, le département comptait 126 518 hommes pour 132 037 femmes, soit un taux de 51,07 % de femmes, légèrement inférieur au taux national (51,61 %).
Les pyramides des âges du département et de la France s'établissent comme suit.
| Hommes | Classe d’âge | Femmes |
| ------ | ------------ | ------ |
| 1      | 90 ou +      | 2,3    |
| 8,6    | 75-89 ans    | 11,4   |
| 19,2   | 60-74 ans    | 19,6   |
| 20,9   | 45-59 ans    | 20,4   |
| 17,4   | 30-44 ans    | 16,8   |
| 15,7   | 15-29 ans    | 13,6   |
| 17,2   | 0-14 ans     | 15,9   |

| Hommes | Classe d’âge | Femmes |
| ------ | ------------ | ------ |
| 0,7    | 90 ou +      | 1,9    |
| 7,0    | 75-89 ans    | 9,5    |
| 16,6   | 60-74 ans    | 17,5   |
| 20,0   | 45-59 ans    | 19,5   |
| 18,8   | 30-44 ans    | 18,3   |
| 18,3   | 15-29 ans    | 16,7   |
| 18,6   | 0-14 ans     | 16,7   |

## Répartition par catégories socioprofessionnelles
La catégorie socioprofessionnelle des retraités est surreprésentée par rapport au niveau national. Avec 32,7 % en 2021, elle est 5,9 points au-dessus du taux national (26,8 %). La catégorie socioprofessionnelle des cadres et professions intellectuelles supérieures est quant à elle sous-représentée par rapport au niveau national. Avec 5,6 % en 2021, elle est 4,5 points en dessous du taux national (10,1 %).
| Catégorie socioprofessionnelle                    | 2015    | 2015 | 2021    | 2021 | Détails de l'année 2021 | Détails de l'année 2021 | Détails de l'année 2021            | Détails de l'année 2021            | Détails de l'année 2021            |
| Catégorie socioprofessionnelle                    | Nb      | %    | Nb      | %    | Hommes                  | Femmes                  | Part en % de la population âgée de | Part en % de la population âgée de | Part en % de la population âgée de |
| Catégorie socioprofessionnelle                    | Nb      | %    | Nb      | %    | Hommes                  | Femmes                  | 15 à 24 ans                        | 25 à 54 ans                        | 55 ans ou +                        |
| ------------------------------------------------- | ------- | ---- | ------- | ---- | ----------------------- | ----------------------- | ---------------------------------- | ---------------------------------- | ---------------------------------- |
| Agriculteurs exploitants                          | 2 916   | 1,4  | 2 692   | 1,2  | 2 148                   | 544                     | 0,4                                | 2,0                                | 0,8                                |
| Artisans, commerçants, chefs d'entreprise         | 8 087   | 3,8  | 8 086   | 3,7  | 5 627                   | 2 460                   | 1,1                                | 6,5                                | 1,9                                |
| Cadres et professions intellectuelles supérieures | 11 147  | 5,2  | 12 109  | 5,6  | 6 927                   | 5 182                   | 0,9                                | 9,9                                | 2,9                                |
| Professions intermédiaires                        | 28 530  | 13,3 | 29 802  | 13,8 | 13 922                  | 15 880                  | 8,6                                | 24,8                               | 5,1                                |
| Employés                                          | 32 346  | 15,1 | 30 292  | 14,0 | 6 294                   | 23 998                  | 16,2                               | 22,2                               | 6,0                                |
| Ouvriers                                          | 36 526  | 17,1 | 33 856  | 15,7 | 25 449                  | 8 407                   | 19,1                               | 25,9                               | 5,5                                |
| Retraités                                         | 67 575  | 31,5 | 70 586  | 32,7 | 32 769                  | 37 817                  | 0,0                                | 0,2                                | 71,0                               |
| Autres personnes sans activité professionnelle    | 27 061  | 12,6 | 28 263  | 13,1 | 11 377                  | 16 886                  | 53,7                               | 8,5                                | 6,7                                |
| Ensemble                                          | 214 188 | 100  | 215 686 | 100  | 104 513                 | 111 173                 | 100                                | 100                                | 100                                |
| Sources : Insee,.                                 |         |      |         |      |                         |                         |                                    |                                    |                                    |